# Milan (Minnesota)
Milan és una població dels Estats Units a l'estat de Minnesota. Segons el cens del 2000 tenia 326 habitants.

## Demografia
Segons el cens del 2000, Milan tenia 326 habitants, 150 habitatges, i 88 famílies. La densitat de població era de 128,4 habitants per km².
Dels 150 habitatges en un 26% hi vivien nens de menys de 18 anys, en un 48,7% hi vivien parelles casades, en un 6,7% dones solteres, i en un 41,3% no eren unitats familiars. En el 38,7% dels habitatges hi vivien persones soles el 19,3% de les quals corresponia a persones de 65 anys o més que vivien soles. El nombre mitjà de persones vivint en cada habitatge era de 2,17 i el nombre mitjà de persones que vivien en cada família era de 2,91.
Per edats la població es repartia de la següent manera: un 25,8% tenia menys de 18 anys, un 6,1% entre 18 i 24, un 23,9% entre 25 i 44, un 17,8% de 45 a 60 i un 26,4% 65 anys o més.
L'edat mediana era de 42 anys. Per cada 100 dones de 18 o més anys hi havia 93,6 homes.
La renda mediana per habitatge era de 31.000 $ i la renda mediana per família de 37.813 $. Els homes tenien una renda mediana de 31.667 $ mentre que les dones 19.000 $. La renda per capita de la població era de 17.338 $. Entorn de l'11,6% de les famílies i el 12,8% de la població estaven per davall del llindar de pobresa.

## Poblacions més properes
El següent diagrama mostra les poblacions més properes.